# Il mistero del lupo
Il mistero del Lupo è un film del 2003 scritto e diretto da Fabio Toncelli.

## Trama
Il film racconta la storia parallela di un giovane esemplare maschio, Francesco, e di una femmina di lupo, Rebecca. La trama parte dal lavoro di una squadra di ricercatori guidati dal biologo Paolo Ciucci che segue da anni alcuni branchi di lupi fra Calabria e Basilicata nel Parco Nazionale del Pollino. Con il passare delle stagioni seguiamo la vita di Francesco che va in dispersione e, diventato un lupo solitario, si avvicina sempre più al territorio di Rebecca, una lupa cacciata dal suo branco. Riusciranno i ricercatori a documentare per la prima volta in Italia la nascita di un nuovo branco fra le vette solitarie dell'Appennino meridionale? Mentre cresce l'aspettativa per questo eccezionale evento una svolta drammatica sta per travolgere i protagonisti.

## Produzione
Il film fu prodotto dalla Roberto Dall'Angelo / SD Cinematografica per il National Geographic Channel.
Per oltre due anni una troupe cinematografica diretta dal regista Fabio Toncelli ha seguito i biologi nelle attività di ricerca sul campo, riuscendo a filmare spettacolari immagini della natura del massiccio del Pollino e della vita dei lupi. Il documentario contiene la prima e unica sequenza al mondo del parto di una lupa appenninica.
Con la consulenza scientifica di Paolo Ciucci, il documentario ha avuto il contributo del team di ricercatori del Pollino, dell'Ente Parco Nazionale del Pollino, del Corpo Forestale dello Stato, dell'APT di Cosenza, dell'Ente Parco Nazionale d'Abruzzo, dell'Area Faunistica Monte-Labro, dell'Istituto per la Fauna Selvatica di Bologna. Le riprese dei lupi sono state effettuate principalmente presso l'Area Faunistica Monte-Labro (Toscana) e il Wolf Center di Popoli (Abruzzo).
Il film ha ottenuto diversi riconoscimenti in festival italiani ed esteri tra cui: Stambecco D'oro a Cogne (Italia 2005), Premio speciale “Parco di Lessinia” (Italia 2004) al Film Festival della Lessinia, Premio speciale all'International Bergfilm-Festival Tegersee (Germania 2004)

## Distribuzione
Distribuito dalla SD Cinematografica.